# Conselho da Nação Navajo

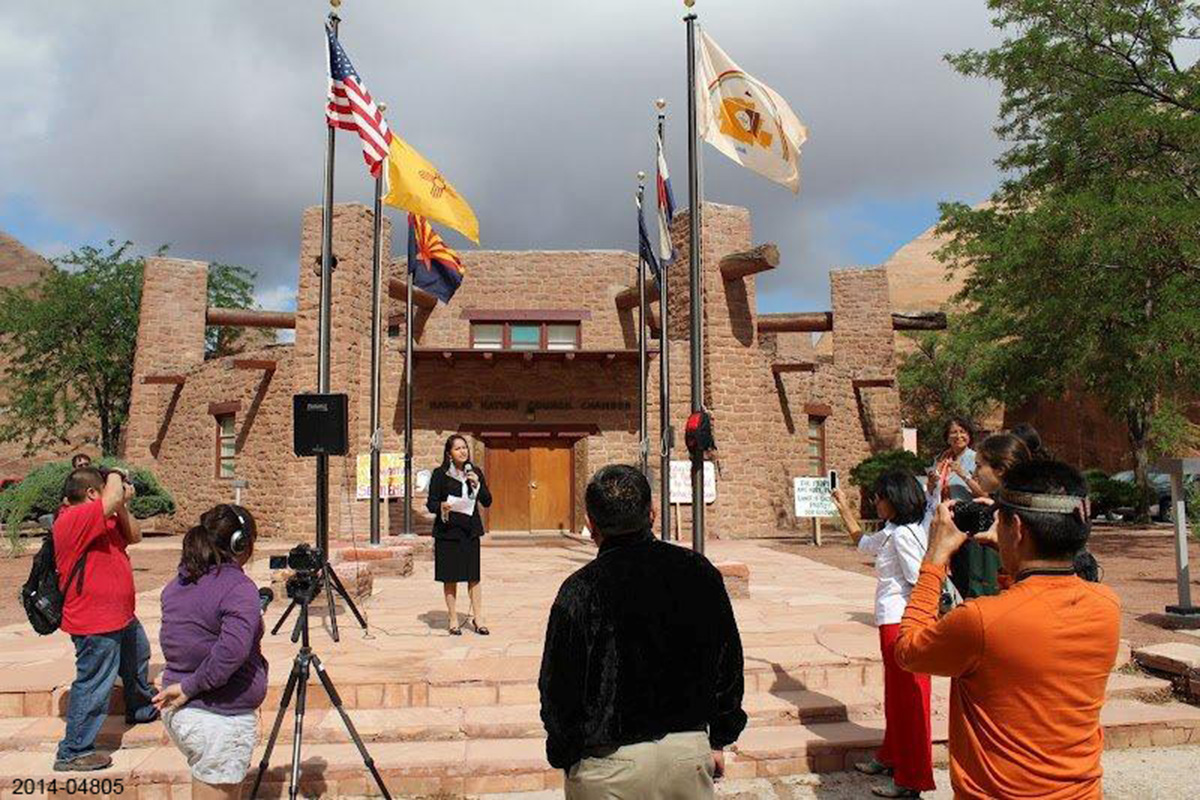
Conselho Navajo

O Conselho da Nação Navajo (em navajo:  Béésh bąąh dah siʼání) é o ramo legislativo do governo da Nação Navajo. O conselho se reúne quatro vezes por ano, com sessões especiais adicionais, na Câmara do Conselho da Nação Navajo, que fica em Window Rock, Arizona.
O conselho é composto por 24 delegados distritais, ou conselheiros, escolhidos por eleição direta, que representam 110 capítulos municipais nos estados do Arizona, Novo México e Utah. Os delegados devem ser membros da Nação Navajo e ter pelo menos 25 anos de idade. Os escritórios dos delegados estão no campus governamental da Nação Navajo em Window Rock

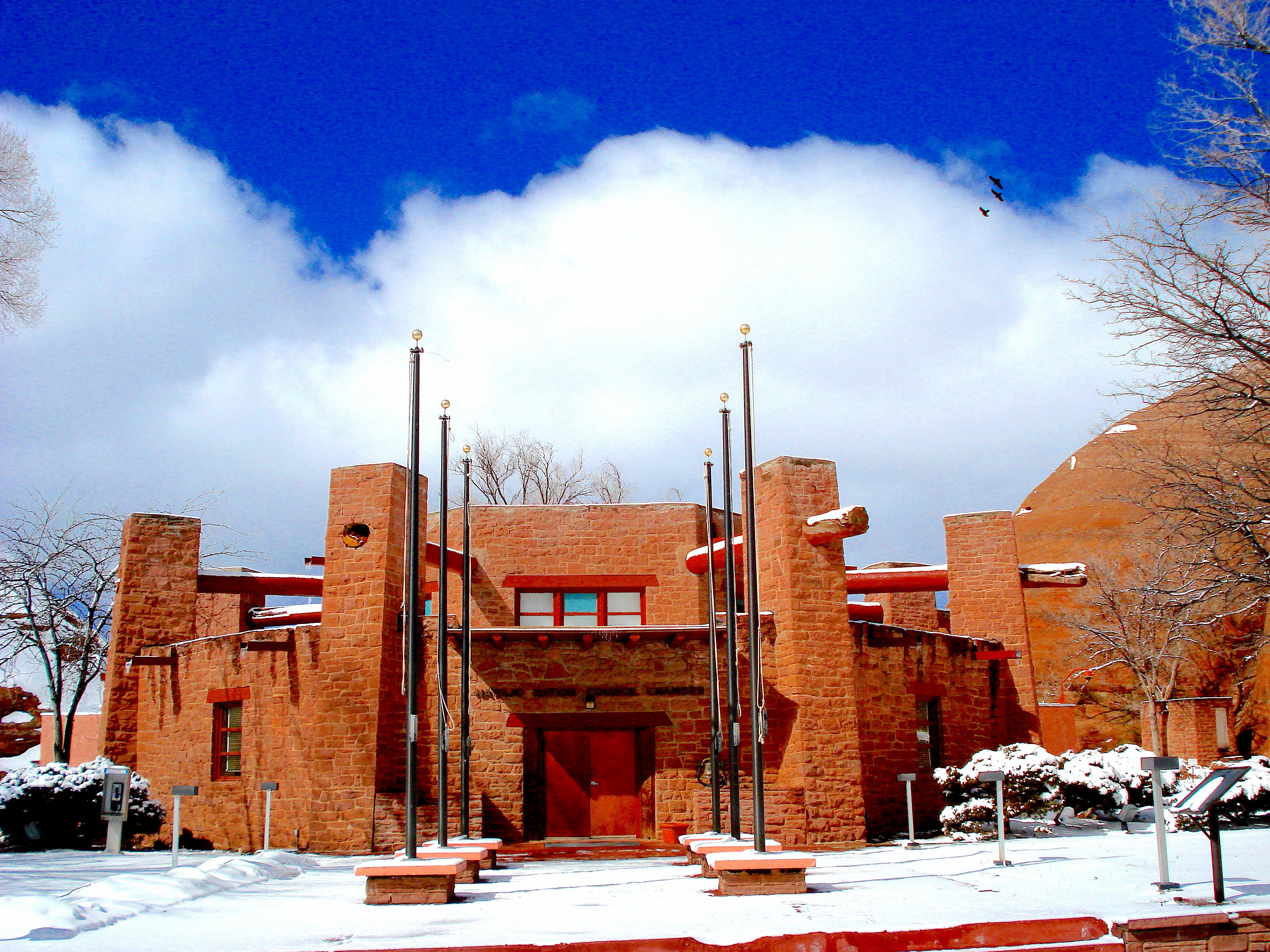
Câmara do Conselho da Nação Navajo, um marco histórico nacional

O conselho seleciona um presidente, escolhido entre todos os delegados, para presidir as funções diárias do conselho por um período de dois anos.

## História

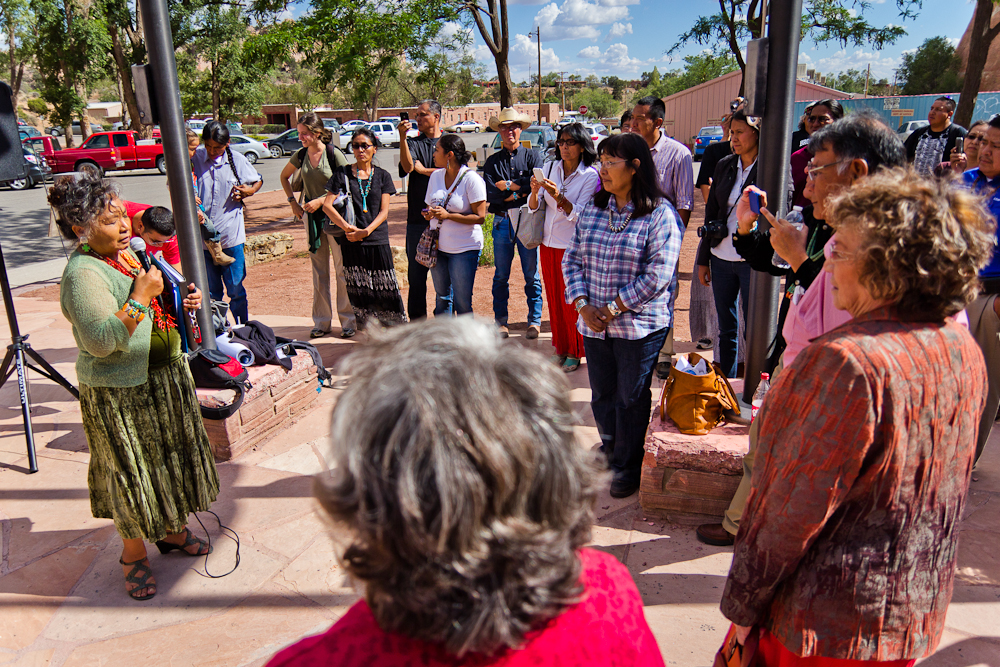
A ex-delegada do Conselho Navajo Katherine Benally [à esquerda] falando para seu eleitorado após a derrota da proposta Navajo-Hopi Little Colorado Water Rights Settlement Act.

O Conselho Empresarial Navajo foi criado em 1922 pelo Secretário do Interior dos Estados Unidos para certificar arrendamentos minerais na reserva Navajo. Em sua primeira reunião, o Conselho cedeu à pressão dos Estados Unidos para conceder o uso da terra às empresas petrolíferas . Em troca, foi prometido à Nação Navajo mais terras que poderiam ser usadas para agricultura de subsistência e pastoreio de ovelhas . Este primeiro conselho foi chefiado por Henry Chee Dodge e consistia em um delegado eleito de cada uma das cinco agências, junto com um delegado suplente.
Depois de se recusar a adotar a Lei de Reorganização Indígena do Comissário de Assuntos Indígenas John Collier em 1934, o Conselho Tribal Navajo foi reformado em 1937. Os eleitores Navajo acabariam por rejeitar três tentativas de estabelecer um governo constitucional devido ao desacordo da linguagem jurídica duradoura.
Até 1984, o Conselho Tribal Navajo e a Nação Navajo eram financiados pela renda dos recursos naturais da reserva. Em 1984, porém, o conselho estabeleceu o Fundo Fiduciário Permanente, no qual seriam depositados 12% de todas as receitas anuais. Os fundos seriam disponibilizados pela primeira vez em 2004.